# Грінвуд (Нью-Йорк)
Грінвуд (англ. Greenwood) — місто (англ. town) в США, в окрузі Стубен штату Нью-Йорк. Населення — 777 осіб (2020).

## Демографія
Згідно з переписом 2010 року, у місті мешкала 801 особа в 327 домогосподарствах у складі 231 родини. Було 502 помешкання
Расовий склад населення:
| - 98,5 % — білих - 0,9 % — азіатів - 0,2 % — корінних американців |

До двох чи більше рас належало 0,4 %. Частка іспаномовних становила 0,4 % від усіх жителів.
За віковим діапазоном населення розподілялося таким чином: 24,6 % — особи молодші 18 років, 57,0 % — особи у віці 18—64 років, 18,4 % — особи у віці 65 років та старші. Медіана віку мешканця становила 41,8 року. На 100 осіб жіночої статі у місті припадало 103,8 чоловіків;  на 100 жінок у віці від 18 років та старших — 102,0 чоловіків також старших 18 років.
Середній дохід на одне домашнє господарство  становив 61 991 долар США (медіана — 54 375), а середній дохід на одну сім'ю — 69 522 долари (медіана — 62 125). Медіана доходів становила 48 393 долари для чоловіків та 36 458 доларів для жінок. За межею бідності перебувало 11,2 % осіб, у тому числі 14,1 % дітей у віці до 18 років та 8,0 % осіб у віці 65 років та старших.
Цивільне працевлаштоване населення становило 285 осіб. Основні галузі зайнятості: освіта, охорона здоров'я та соціальна допомога — 27,4 %, будівництво — 14,0 %, виробництво — 11,2 %, роздрібна торгівля — 9,1 %.